# Yevdokía Rachkévich
Yevdokía Yakovlevna Rachkévich de soltera Andriychuk (en ruso: Евдокия Яковлевна Рачкевич; Nadnistrianske, Imperio ruso, 9 de diciembrejul./ 22 de diciembre de 1907greg. – Moscú, Unión Soviética, 7 de enero de 1975) fue comandante adjunta del departamento político del 46.º Regimiento de Aviación de Bombarderos Nocturnos de la Guardia (también conocido como las "Brujas de la Noche") y comisaria jefe del 122.º Grupo Aéreo durante la Segunda Guerra Mundial. Después del final de la guerra siguió el camino del regimiento a lo largo de la guerra y logró localizar los restos mortales de las mujeres del regimiento que figuraban como desaparecidas en acción para que pudieran recibir un entierro adecuado.

## Biografía

### Infancia y juventud
Yevdokía Rachkévich nació el 22 de diciembre de 1907 en lo que entonces era el pueblo de Nadnestrryanskoye en el Imperio ruso, ahora ubicado en el raión de Murovani Kurylivtsi del óblast de Vínnitsa en Ucrania. En 1919 se graduó de una escuela parroquial en su ciudad natal. En 1922, huyendo de las tropas de Simon Petliura, se marchó a trabajar a un remoto puesto fronterizo en Moldavia, donde trabajó primero como limpiadora, luego como lavandera y finalmente como auxiliar de enfermería. Hasta que se convirtió en miembro del Partido Comunista —en esa época conocido como Partido Obrero Socialdemócrata de Rusia (bolchevique)— en 1926 y fue destinada a trabajar como organizador regional de mujeres en el distrito de Kamenets-Podolski.
En 1928, y a pesar de que apenas podía leer y escribir, se graduó de un curso de derecho de un año en Kiev antes de trabajar como jueza popular durante dos años. Más tarde trabajó como asistente del fiscal regional en Zhitómir. En 1931 se casó con Pável Rachkevich, quien era el comisario político del 3.er Regimiento de Caballería de la 1.ª División Krasnokazchie. En 1932 se alistó en el Ejército Rojo y fue asignada a trabajar como instructora política en la misma división. En 1934 ingresó en la Academia Político Militar Lenin, en un principio su solicitud para ingresar en la academia fue rechazada debido a que no admitía mujeres. Pero Rachkévich no se rindió y escribió una carta al mariscal Semión Budionni, a la sazón comandante en jefe del Ejército Rojo, gracias a su mediación fue admitida y en 1937 se convirtió en la primera mujer en graduarse de la academia, después de lo cual enseñó en la Escuela de Comunicaciones Militares de Leningrado, y en 1939 ingresó en el curso de posgrado en la Academia Lenin.

### Segunda Guerra Mundial
Después de la invasión alemana de la Unión Soviética en 1941, Rachkévich fue comisaria del hospital militar de campaña N.º 1366 del Frente Oeste del 16 de julio al 28 de septiembre. Después de completar los cursos de navegación acelerada en la escuela de aviación militar de Engels, fue desplegada en febrero de 1942 como comisaria del 588.º Regimiento de Bombardero Nocturno. El cual, recibió la designación honorífica de Guardias en 1943 y se reorganizó como el 46.º Regimiento de Aviación de Bombarderos Nocturnos de Guardias de la 325.ª División de Aviación de Bombarderos Nocturnos dentro del 4.º Ejército Aéreo en el Segundo Frente Bielorruso. Más tarde se convirtió en subcomandante del departamento político del regimiento. Durante la guerra, ocasionalmente acompañó salidas de bombardeo, volando como navegante en 36 misiones además de ayudar en el equipamiento y el mantenimiento de los biplanos Polikarpov Po-2.
El apodo de «Мамочка» (mamita) se lo pusieron las jóvenes aviadoras debido a su comportamiento escesivamente protector. «Si un comisario tiene que ser como un padre para sus soldados, yo, como comisaria, seré vuestra mamá» comentaba sin descanso a las pilotos, su comportamiento muchas veces errático y caprichoso la hizo muy impopular entre las reclutas. Aunque los mandos del 122.º Grupo Aéreo, pronto tuvieron que reconocer que la disciplina era esencial. Las jóvenes reclutas muchas veces se marchaban de la base para hacerse la permanente, trataban con desdén a sus superiores y comisarios políticos. «Se pasaban el día cotorreando» y hasta «entablaban romances».

### Posguerra
Después de la guerra, fue desmovilizada de las filas de la Fuerza Aérea soviética con el rango de mayor hasta que fue llamada nuevamente a filas en 1951 y nombrada instructora en el departamento político del Grupo de Fuerzas Soviéticas en Alemania, puesto en el que permaneció hasta que se retiró en 1956 con el rango de teniente coronel. Después de retirarse del ejército, vivió en Moscú, donde se involucró en tareas públicas, dando conferencias y charlas; más tarde se dedicó a localizar los restos de todos los miembros del 46.º Regimiento de Aviación de Bombarderos Nocturnos de la Guardia que habían sido derribados durante la guerra, marcando los lugares del accidente como monumentos conmemorativos.
Falleció el 7 de enero de 1975 y fue enterrada en el cementerio Jovánskoye de la capital moscovita.

## Condecoraciones
A lo largo de su carrera militar Yevdokía Rachkévich recibió las siguientes condecoracionesː
- Orden de la Bandera Roja.[10]
- Orden de la Guerra Patria de 1.er grado (1944).[11]
- Orden de la Estrella Roja, dos veces (1942,[12] ?).
- Medalla por el Servicio de Combate  (1944).
- Medalla Conmemorativa por el Centenario del Natalicio de Lenin
- Medalla por la Defensa del Cáucaso (1944).[13]
- Medalla por la Liberación de Varsovia
- Medalla por la Victoria sobre Alemania en la Gran Guerra Patria 1941-1945
- Medalla Conmemorativa del 20.º Aniversario de la Victoria en la Gran Guerra Patria de 1941-1945
- Medalla al Trabajador Veterano
- Medalla del 30.º Aniversario de las Fuerzas Armadas de la URSS
- Medalla del 40.º Aniversario de las Fuerzas Armadas de la URSS
- Medalla del 50.º Aniversario de las Fuerzas Armadas de la URSS
- Medalla Honrado en el Campo de la Gloria (República Popular de Polonia)